# 斯坦利 (加利福尼亞州)
斯坦利（英語：Stanley）是位於美國加利福尼亞州納帕縣的一個非建制地區。該地的面積和人口皆未知。

## 地理
斯坦利的座標為38°14′41″N 122°17′38″W / 38.24472°N 122.29389°W，而該地的平均海拔高度為6米（即20英尺）。